# Purperbuikhoningzuiger
De purperbuikhoningzuiger (Nectarinia purpureiventris) is een zangvogel uit de familie Nectariniidae (honingzuigers).

## Verspreiding en leefgebied
Deze soort komt voor in oostelijk Congo-Kinshasa, westelijk Oeganda, Rwanda en Burundi.